# Stelling van Thales (cirkels)

De stelling van Thales over cirkels is een stelling uit de vlakke meetkunde die stelt dat een driehoek ingeschreven in een cirkel waarvan één zijde een middellijn is een rechthoekige driehoek is.

## Stelling
De door de Griekse wiskundige/filosoof Thales van Milete geformuleerde stelling van Thales aangaande cirkels luidt:
Een driehoek ingeschreven in een cirkel, en waarvan één zijde een middellijn van de cirkel vormt, is een rechthoekige driehoek.
Dit geeft een eenvoudige manier om een rechthoekige driehoek te construeren:
1. Teken een lijn.
2. Teken een cirkel met middelpunt O op de lijn. Noem de snijpunten van de lijn met de cirkel respectievelijk A en C.
3. Neem een willekeurig punt B op de cirkel dat niet samenvalt met A of C.
4. Verbind de punten A en C met het willekeurige punt B.

De driehoek is rechthoekig met de rechte hoek in B, en heeft als schuine zijde AC.

### Bewijs met behulp van gelijkbenige driehoeken
De stelling is eenvoudig te bewijzen met behulp van de figuur hiernaast. Aangezien O het middelpunt is van de cirkel, is de afstand OA gelijk aan OB en zijn de hoeken OAB en OBA aan elkaar gelijk. Een analoog argument laat zien dat ook de hoeken OBC en OCB aan elkaar gelijk zijn. Voor de driehoek ABC geldt dat de som der hoeken gelijk is aan 180°. Hieruit volgt dat α + (α + β) + β = 180° en dus dat α + β = 90°.

### Bewijs met behulp van de eigenschap van een rechthoek
Zie de figuur bij het bewijs met behulp van gelijkbenige driehoeken.
1. Construeer een punt D in het verlengde van BO waarbij |DO| = |BO|
2. |BD| = |AC|; beide zijn middellijnen van de getekende cirkel.
3. BD en AC snijden elkaar in het midden bij O
4. Uit 2 en 3 blijkt dat de vierhoek ADCB een rechthoek is, en dus is de hoek in B een rechte hoek.

### Bewijs met behulp van de stelling van Thales voor rechten

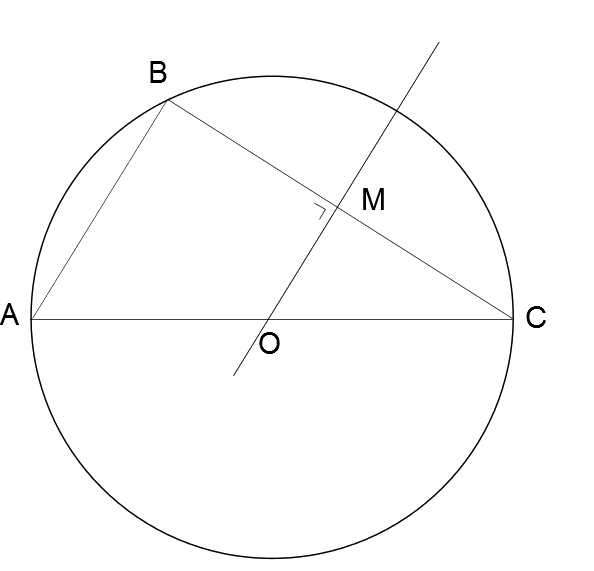
Bewijs van stelling van Thales voor cirkels met behulp van de omgekeerde stelling van Thales voor rechten.

Een ander bewijs volgt uit de omgekeerde stelling van Thales voor rechten. Construeer uit punt O de loodlijn op een van de zijden, bijvoorbeeld op BC. Aangezien de driehoek OBC een gelijkbenige driehoek is, met OB en OC even groot, verdeelt de lijn OM het lijnstuk BC twee gelijke delen BM en MC.
Hieruit volgt dat de verhouding van OC tot OA gelijk is aan de verhouding van MC tot MB (beide verhoudingen zijn immers gelijk aan 1).
Door de omgekeerde stelling van Thales hierop toe te passen, weten we dat de lijn OM evenwijdig is met AB. Aangezien OM loodrecht staat op BC, volgt daaruit dat ook AB loodrecht staat op BC, dus dat de driehoek ABC een rechthoekig is in B.

## Omgekeerde
Ook de omgekeerde stelling van Thales is geldig:
De hypotenusa van een rechthoekige driehoek is een middellijn van de omgeschreven cirkel.